# Sminthurinus sminthurinus
Sminthurinus sminthurinus är en urinsektsart som först beskrevs av Mills 1934.  Sminthurinus sminthurinus ingår i släktet Sminthurinus och familjen Katiannidae. Inga underarter finns listade i Catalogue of Life.